# Carl Bonnesen
Carl Johan Bonnesen (26. maj 1868 i Aalborg – 13. december 1933 i København) var en dansk billedhugger.
Bonnesen blev uddannet på Kunstakademiet i perioden fra 30. januar 1887 til 28. maj 1889. Carl Bonnesen afslørede i sine tidlige arbejder en hang til eksotiske motiver med figurgrupper af barbarer, hunnere, asiater og andre, en motivkreds, som i 1898 forstærkedes af hans rejse til Egypten og Østasien. Tidens interesse for disse typer var fransk inspireret og fik et af sine mest afklarede udtryk i Bonnesens fremstilling fra 1891 af Kain, der ruger over menneskets skæbne. Selvom Bonnesen havde haft Th. Stein og Christian Carl Peters som lærere på Kunstakademiet, ses i valget af primitive typer og dramatiske situationer en klar sammenhæng med Stephan Sinding, som Bonnesen i Paris 1894-95 havde haft kontakt til. Som andre af epokens billedhuggere havde Bonnesen en vis tilknytning til brygger Carl Jacobsen, der bl.a. købte både Thor kører sine bukke og en Danserindegruppe til Carlsberg. En stor del af Bonnesens gipsmodeller findes i dag i Tingbæk Kalkminer sammen med gipsmodeller af Anders Bundgaard.
Bonnesen blev Ridder af Dannebrog 1910 og Dannebrogsmand 1932.
Han er begravet på Garnisons Kirkegård, men gravstedet blev nedlagt i 1990.

## Hæder
- 1890 – Den Raben-Levetzauske Fond
- 1890 – Den Hielmstierne-Rosencroneske Stiftelse
- 1895 – Akademiets legat
- 1898 – Det anckerske Legat
- 1893 – Eibeschütz' Præmie (for Kain)
  - 1902 – (for Adam og Eva ved Abels lig)
- 1894 – Eckersberg Medaillen (for En ulykkelig)
  - 1900 – (for Adam og Eva ved Abels lig)
- 1900 – Bronzemedalje på Exposition Universelle, Paris
- 1905 – Guldmedalje 2. kl. München
- 1930 – Thorvaldsen Medaillen (for Maria med Barnet)